# Biermannia
Biermannia – rodzaj roślin z rodziny storczykowatych (Orchidaceae). Obejmuje 10 gatunków. Rośliny te występują w południowo-wschodniej Azji – w regionie Asam w Indiach, w południowo-wschodnich Chinach, wschodnich Himalajach, Laosie, Malezji, Mjanmie oraz Wietnamie. Są to epifity rosnące w lasach na wysokościach 500–600 m n.p.m.

## Systematyka
Rodzaj sklasyfikowany do podplemienia Aeridinae w plemieniu Vandeae, podrodzina epidendronowe (Epidendroideae), rodzina storczykowate (Orchidaceae), rząd szparagowce (Asparagales) w obrębie roślin jednoliściennych.
Wykaz gatunków
- Biermannia arunachalensis A.N.Rao
- Biermannia bimaculata (King & Pantl.) King & Pantl.
- Biermannia burmanica Y.H.Tan & Bin Yang
- Biermannia calcarata Aver.
- Biermannia flava (Carr) Garay
- Biermannia jainiana S.N.Hegde & A.N.Rao
- Biermannia laciniata (Carr) Garay
- Biermannia quinquecallosa King & Pantl.
- Biermannia sarcanthoides (Ridl.) Garay
- Biermannia sigaldii Seidenf.